# Коваленко Петро
Ковале́нко Петро Гнатович (*19 серпня 1891, Шарківщина — †після 28 листопада 1924) — військовий і громадський діяч, командиром куреня 1-го Запорозького полку ім. Петра Дорошенка, старшина 46-го куреня 6-ї Січової дивізії, командир 4-го Запорозького куреня полку ім. Петра Дорошенка Армії УНР; сотник Армії УНР.

## Біографія
Закінчив міністерську школу в Шарківщині (1907). Навчався в художньо-промисловій школі ім. М. Гоголя в Миргороді (1907—1912).
24 листопада 1912 мобілізований до російського війська, до 14-го саперного батальйону.
| “З цим батальйоном брав участь у походах і бійках проти Австро-Угорщини і Німеччини” |
Закінчив 1-шу Київську школу прапорщиків (жовтень 1916 — 8 березня 1917). Тимчасово виконував обов'язки командира роти.
| “22 липня 1917 року добровільно вступив до 1-го зап. Українського полку (цей полк у листопаді 1917 року був перейменований на Сердюцький імени Гетьмана Петра Дорошенка полк). В цьому полку я прослужив на посаді молодшого старшини до 20 березня 1918 року. Пізніше цей полк дістав назву 1-й Запорізький імени Гетьмана Петра Дорошенка полк”. |
Інтернований у Польщі (6 грудня 1919-20 березня 1920).
В «Описі життя» зазначав:
| “Виїхав на Україну на протибольшевицький фронт в квітні 1920 р. як старшина 49-го ку-ріня 6-ї стрілецької дивізії, котра була сформована з інтернованих в Ланцуті. В травні 1920 р. перевівся до 2-ї Запорозької бригади і був призначений на посаду командира сотні в Дорошенківському куріні (як старий дорошенківець). 25 жовтня 1920 року наказом по цій бригаді призначений на посаду командира 4-го Запорозького куріня ім. Гетьмана Петра Дорошенка”. |
В листопаді 1920 перейшов Збруч у селі Ожигівцях, після чого був інтернований.
За час служби в Армії УНР двічі поранений: під містечком Барвінковим на Харківщині (15 квітня 1918) і під селом Зіньковом на Поділлі (13 липня 1919).
У 1921 р. утік з табору інтернованих Вадовиць до Галичини. Навесні 1923-го через Карпати перебрався до ЧСР з метою навчання. 19 листопада 1924 зарахований на агрономічний відділ агрономічно-лісового факультету Української Господарської академії в Подєбрадах, але з невідомих причин звільнений постановою Сенату (28 листопада 1924).